# ダーティ・エンジェルズ
『ダーティ・エンジェルズ』（原題：Dirty Angels）は、アメリカのアクション・スリラー映画。
マーティン・キャンベルが、Alissa Sullivanやジョナス・マッコード、ジーン・クインターノと共同で脚本を執筆し、監督も兼任した。エヴァ・グリーンやルビー・ローズ、マリア・バカローヴァ、ロナ＝リー・シモン、ジョニカ・T・ギブス、クリストファー・バッカスらが出演している。

## あらすじ
2021年にアメリカ軍がアフガニスタンから撤退しつつあるなか、医療支援を行っていた女性兵士たちが、ISISとタリバンの間で起きた衝突に巻き込まれたことで拘束されてしまった10代の若者たちを救出するために再び現地へと派遣されることになる。

## キャスト
- ジェイク - エヴァ・グリーン
- ルビー・ローズ
- ボム - マリア・バカローヴァ
- ロナ＝リー・シモン（英語版）
- Jonica T. Gibbs
- トラヴィス - クリストファー・バッカス（英語版）
- Awina - Laëtitia Eïdo

## 製作
2022年9月、マーティン・キャンベルが監督を務め、エヴァ・グリーンが主役を演じる映画の製作が発表された。

### キャスティング
2022年11月にはルビー・ローズとマリア・バカローヴァ、ロナ＝リー・シモン、ジョニカ・T・ギブスが本作のキャストに加わったと報じられた。同年12月にはクリストファー・バッカスが出演者に加わった。

### 撮影
主要撮影は2022年12月にモロッコと、ギリシャのテッサロニキにあるミレニアム・メディア所有のNu Boyana Studioで始まり、2023年2月には終了した。